# 虚假的事实
《虚假的事实》，印度小说家耶谢巴尔的印地语长篇小说。

## 概述
从1942年英属印度写起，一直写到1957年印度大选，描述了印度独立前后的社会、政治、经济和人的生存状态。
主人翁是中学教师拉姆卢帕亚、新印度出版社社长吉尔塔里拉尔。他们原本居住在拉合尔，当印度和巴基斯坦各自独立之后，一个搬迁至德里，一个搬迁至贾朗达尔，于是开始了精彩纷呈的人生。
主要人物达拉15岁生活在拉合尔，30岁居住在德里，成为印度政府副部长。写了她刻苦求学考入大学，嫁给富豪不幸婚姻，1947年印度独立之前被穆斯林强奸，之后一度消沉，后来担任家庭教师，因为才干出众当了难民安置部主任助理，再成为副部长。
该书分作上下卷，37章。

## 思想
全书的思想是“印度独立之后往哪儿走？（政治方向）”、“印度传统文化、英语文化、多民族文化、宗教文化如何包容并蓄？”
全书展现了印巴分治、教派冲突，也展现了1757年以来大英帝国殖民统治带来的英语文化和印度传统文化的交融融合，印度独立了反而实力弱小了。